# Emil Dierzer von Traunthal

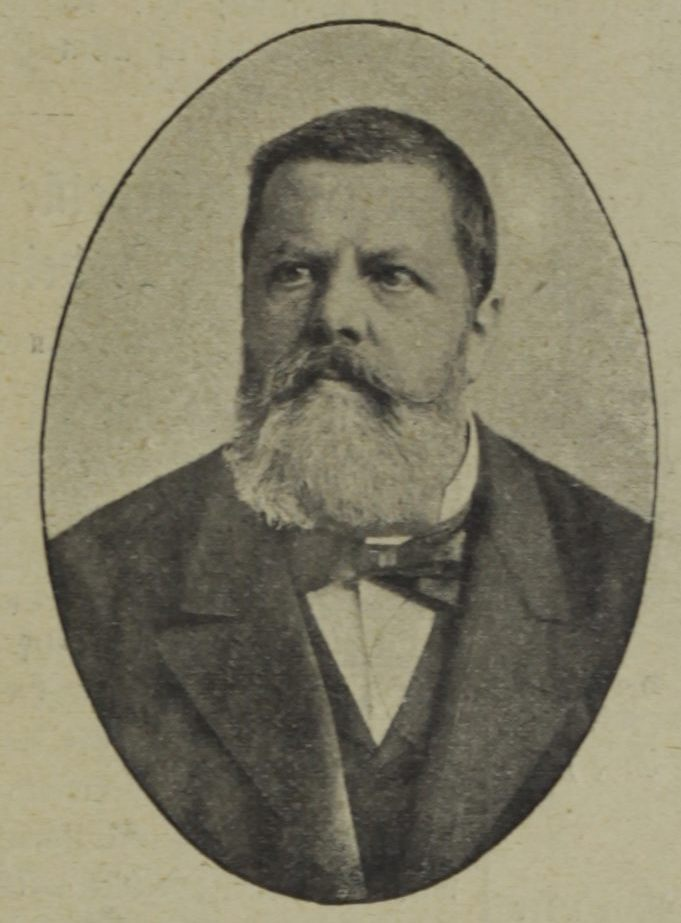
Emil Dierzer von Traunthal, um 1902

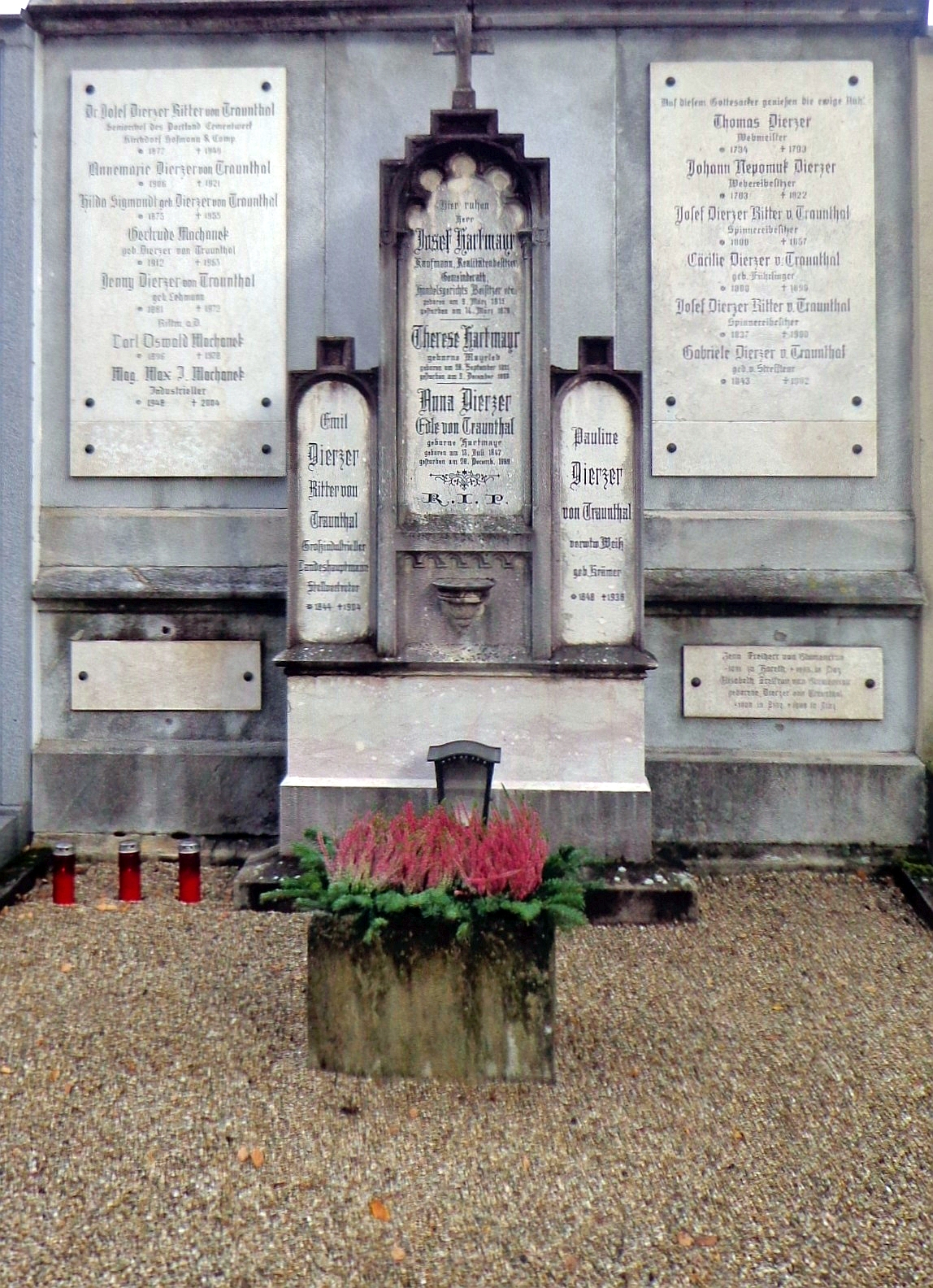
St. Barbara-Friedhof Linz, Grab der Familie Dierzer von Traunthal, in dem auch Emil Dierzer von Traunthal bestattet ist.

Emil Dierzer Ritter von Traunthal (* 26. April 1844 in Linz; † 15. Februar 1904 in Mailand, Italien) war ein österreichischer Textilindustrieller und Politiker.

## Ausbildung und Beruf
Emil Dierzer von Traunthal wurde als Sohn des 1851 geadelten Textilfabrikanten Josef Dierzer von Traunthal geboren, besuchte die Unterrealschule in Linz und wechselte danach in ein Pensionat in der Schweiz. Er absolvierte die Handelsakademie in Prag und bildete sich danach im kaufmännischen Bereich in verschiedenen Unternehmen im In- und Ausland weiter. Während dieser Zeit verbrachte er auch einen längeren Aufenthalt in England. Nach seiner Rückkehr nach Oberösterreich übernahm er im Jahr 1867 gemeinsam mit seinem Bruder die väterliche Teppichfabrik und Baumwollspinnerei in Linz-Kleinmünchen. Daneben war er auch an anderen Unternehmen beteiligt. So war er beispielsweise Leiter der Firma Hartmayr und Firma Hofmann und Co (Kirchdorfer Portland-Zementfabrik) und ab 1902 Präsident und Direktionsvorstand der Flachsspinnerei in Lambach. Dierzer übernahm im Jahr 1897 die Funktion des Präsidenten der Bank für Oberösterreich und Salzburg, 1901 wurde er zudem Präsident der Allgemeine Sparkasse Linz.

## Politik und Funktionen
Dierzer engagierte sich von 1888 bis 1895 als Landesparteiobmann im Liberal-politischen Verein Oberösterreich. 1891 wurde er zum Provisorischen Vorsitzenden der Gewerbesektion der Handelskammer gewählt, 1897 stieg er zum Vizepräsidenten auf, 1901 übernahm er die Funktion des Präsidenten. Er war des Weiteren von 1890 bis 1896 Kuratoriumsmitglied der Hypothekenanstalt Oberösterreich. Zudem wirkte Dierzer ab 1893 als Präsident der Baugesellschaft Oberösterreich und war ab 1897 Mitglied im Eisenbahnrat Oberösterreich. Zuvor hatte er sich bereits bei der Errichtung der Kremstalbahn engagiert und war ab 1880 Mitglied in dessen Interessensausschuss gewesen. Dort übernahm er 1881 auch das Amt des Präsidenten der in diesem Jahr konstituierten Gesellschaft.
Dierzer, der in Linz die Errichtung der Volksküche initiiert hatte, war ein Verfechter des Liberalismus und übernahm am 15. September 1881 nach dem Tod des Abgeordneten Franz Melichar in der 3. Session der VI. Gesetzgebungsperiode erstmals ein Mandat im Oberösterreichischen Landtag. Er blieb von 1881 durchwegs bis zu seinem Tod als Abgeordneter der Handels- und Gewerbekammer Mitglied des Landtags und wurde 1897 auch zum Landesausschuss-Ersatzmann gewählt. Zudem hatte er vom 10. September 1884 bis zu seinem Tod das Amt des Landeshauptmann-Stellvertreters inne. 1894 war Dierzer zudem in den Reichsrat gewählt worden, dem er ebenfalls bis zu seinem Tod angehörte.
Dierzer starb auf dem Weg zu einem Erholungsaufenthalt an der Riviera in Mailand. Er ist begraben am St. Barbara-Friedhof in Linz.